# Front Populaire (Métro Paris)
Front Populaire [fʁɔ̃ pɔpylɛʁ] ist eine Station des Métronetzes der französischen Hauptstadt Paris, an der Grenze zwischen den Gemeinden Saint Denis und Aubervilliers im Département Seine-Saint-Denis.

## Geschichte
Die Verlängerung der Métrolinie 12 bis zur Station Front Populaire war der erste Abschnitt der Verlängerung über Aimé Césaire bis Mairie d’Aubervilliers. Die Planungen für diese Verlängerung begannen 2000, im Oktober 2007 wurde mit den Bauarbeiten begonnen.
Die Inbetriebnahme erfolgte am 18. Dezember 2012.

## Der Name
In den ursprünglichen Planungen trug die Station den Namen Proudhon-Gardinoux.
Da sie aber am neugeschaffenen Platz Place du Front Populaire liegt, wurde schließlich der Name Front Populaire gewählt. Der Platz verdankt seinen Namen der von 1936 bis 1938 amtierenden linken Volksfrontregierung, deren Erinnerung vor allem im kommunistisch regierten Vorort Aubervilliers lebendig ist.

## Das Gebäude

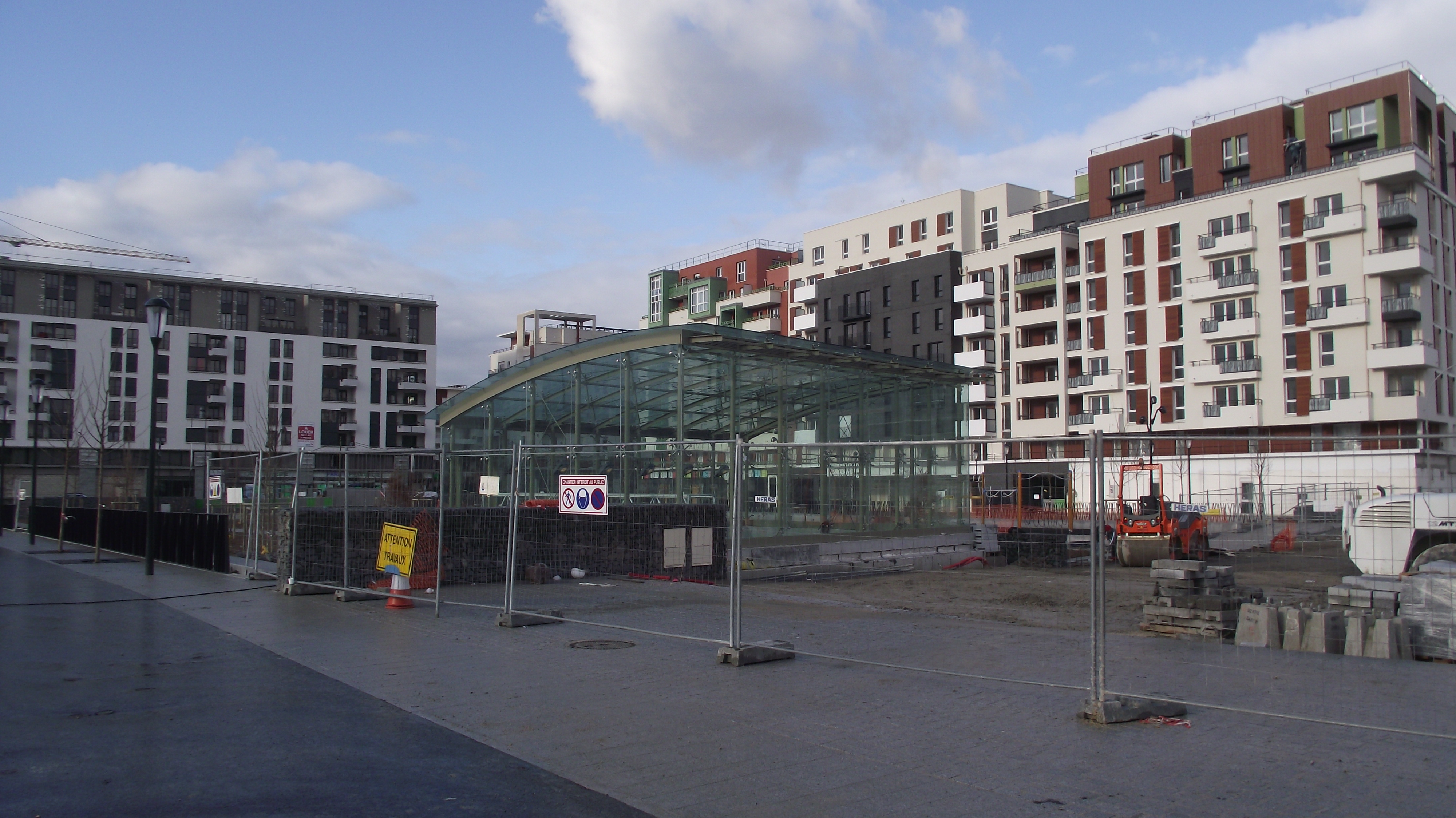
Der oberirdische Teil der Station im Dezember 2012

Das Gebäude, welches bis in 20 m Tiefe reicht, besitzt drei unterirdische Stockwerke mit vier Zugängen, darunter einem Personenaufzug. Ein oberirdischer Teil fungiert als Lichtschacht, durch welchen Tageslicht bis nach unten kommt.

## Fahrgastzahlen
Im ersten Betriebsjahr 2013 stiegen in Front Populaire fast 1,5 Millionen Fahrgäste zu, was die Station auf Rang 282 unter den 303 Métrostationen bringt.